# Kim Ji-young (actriz nacida en 1974)
Kim Ji-young (en hangul, 김지영; nacida el 7 de septiembre de 1974) es una actriz surcoreana.

## Carrera
Ganó varios premios como mejor actriz de reparto interpretando a la indomable jugadora de balonmano en el drama deportivo de 2008 Forever the Moment.
También protagonizó las series de televisión My Lovely Fool (2006), Two Wives (2009), Marry Me, Please (también conocida como All About Marriage, de 2010), y  Everybody, Kimchi! (2014), así como la película Touch (2012).

## Filmografía

### Películas
| Año  | Título                   | Personaje                | Notas                                   | Ref.   |
| ---- | ------------------------ | ------------------------ | --------------------------------------- | ------ |
| 1998 | If It Snows on Christmas | Ji-won                   |                                         |        |
| 2003 | Happy Ero Christmas      | Park Hyang-sook          |                                         |        |
| 2004 | Don't Tell Papa          | Profesora                |                                         |        |
| 2005 | Wet Dreams 2             | Profesora de biología    |                                         |        |
| 2005 | Innocent Steps           | Policía disfrazada       |                                         |        |
| 2006 | Nasiriyah                | Publicista               | cortometraje                            |        |
| 2006 | Old Miss Diary - Movie   | Kim Ji-young             | cameo                                   |        |
| 2008 | Forever the Moment       | Song Jeong-ran           |                                         |        |
| 2010 | Cyrano Agency            | Yoo-mi                   |                                         |        |
| 2012 | All About My Wife        | Song, guionista de radio |                                         |        |
| 2012 | Horror Stories           | Madre de Hyun-soo        | segmento: "Ambulance on the Death Zone" | [ 8 ]  |
| 2012 | Touch                    | Lee Soo-won/Park Joo-mi  |                                         |        |
| 2012 | Modern Family            | Ji-won                   | segmento "Star Shaped Stain"            |        |
| 2014 | The Plan Man             | Psiquiatra               |                                         |        |
| 2017 | Room No.7                |                          |                                         |        |
| 2019 | Exit                     | Jung-hyun                |                                         |        |
| 2023 | Single in Seoul          | Gyeong-ah                |                                         | [ 9 ]  |
| 2023 | Because I Hate Korea     | Kim Tae-eun              |                                         | [ 10 ] |
| 2024 | Agente cinturón negro    | Ha Sun-jung              | Aparición especial                      | [ 11 ] |

### Series de televisión
| Año  | Título                           | Personaje             | Canal | Notas            | Ref.          |
| ---- | -------------------------------- | --------------------- | ----- | ---------------- | ------------- |
| 1995 | 가장 행복하게 깨는 남자          |                       | KBS2  | Drama Game       |               |
| 1995 | Good Man, Good Woman             | Kang-ja               | KBS2  |                  |               |
| 1995 | Daughter-in-law's Three Kingdoms | nuera coreana         | KBS2  |                  |               |
| 1996 | Made for Each Other              |                       | MBC   | MBC Best Theater |               |
| 1996 | Country Diaries                  | Bok-gil               | MBC   |                  |               |
| 1996 | Reporting for Duty               | novia de Lee Hwi-jae' | KBS2  |                  |               |
| 1997 | Medical Brothers                 | Kim Young-ki          | MBC   |                  |               |
| 1997 | Heroic Rebellion                 | Mi-sook               | MBC   |                  |               |
| 1997 | You and I                        | Mi-sook               | MBC   |                  |               |
| 1997 | New York Story                   |                       | SBS   |                  |               |
| 1998 | Run Barefoot                     | Na Chae-dan           | MBC   |                  |               |
| 1998 | Love and Success                 | Gil-ja                | MBC   |                  |               |
| 1999 | Tomato                           | Yoon Se-ra            | SBS   |                  |               |
| 1999 | Love In 3 Colors                 | Yang Mi-ri            | KBS2  |                  |               |
| 1999 | I'm Still Loving You             | Baek Jang-mi          | MBC   |                  |               |
| 1999 | Oh! Happy Day                    |                       | KBS2  |                  |               |
| 1999 | Nonstop                          |                       | MBC   |                  |               |
| 2000 | Mothers and Sisters              | Jang Nam-kyeong       | MBC   |                  |               |
| 2001 | 용띠 개띠                        | Gyeon-sook            | SBS   |                  |               |
| 2001 | Cool                             | Choi Se-ra            | KBS2  |                  |               |
| 2001 | 누군가 그리울때                  |                       | SBS   |                  |               |
| 2001 | Everday with You                 | Jung Ji-yeon          | MBC   |                  |               |
| 2002 | Present                          | Yoo Mi-ran            | MBC   |                  |               |
| 2003 | Swan Lake                        | Go Eun-ah             | MBC   |                  |               |
| 2003 | Violet                           | Eun-soo               | MBC   |                  |               |
| 2004 | Beijing My Love                  | Ri Young-hee          | KBS2  |                  |               |
| 2004 | Old Miss Diary                   | Kim Ji-young          | KBS2  |                  |               |
| 2004 | The Land                         | Esposa del señor Kim  | SBS   |                  |               |
| 2004 | 4명의 웬수들                     | Seo Young-joo         | SBS   |                  |               |
| 2005 | 나는 지금 모바니아로 간다        | Ji-won                | MBC   | MBC Best Theater |               |
| 2006 | Hi, Angel                        | Ae-shim               | MBC   | MBC Best Theater |               |
| 2006 | Love Can't Wait                  | Kang Hee-jung         | MBC   |                  |               |
| 2006 | My Lovely Fool                   | Jin Cha-yeon          | SBS   |                  |               |
| 2008 | On Air                           | Ella misma            | SBS   | Cameo, ep. 1     |               |
| 2009 | Two Wives                        | Yoon Young-hee        | SBS   |                  |               |
| 2010 | Marry Me, Please                 | Nam Jung-im           | KBS2  |                  |               |
| 2012 | May Queen                        | Lee Bong-hee          | MBC   |                  |               |
| 2013 | Childless Comfort                | amiga de Ahn So-young | jTBC  | Cameo            |               |
| 2014 | First Birthday                   | Jung-sook             | KBS2  | Drama Special    |               |
| 2014 | Everybody, Kimchi!               | Yoo Ha-eun            | MBC   |                  |               |
| 2015 | The Great Wives'                 | Jo Kyung-soon         | MBC   |                  |               |
| 2016 | The Love is Coming               | Lee Eun-hee           | SBS   |                  |               |
| 2020 | Good Casting                     | Hwang Mi-soon         | SBS   |                  |               |
| 2020 | Graceful Friends                 | Ji Myung-sook         | JTBC  |                  |               |
| 2022 | Monstrous                        | Han Seok-hee          | TVING |                  |               |
| 2022 | Link: Eat, Love, Kill            | Hong Bok-hee          | tvN   |                  | [ 12 ]        |
| 2024 | Dog Knows Everything             | Hong Eun-ha           | KBS2  |                  | [ 13 ] [ 14 ] |

### Programas de variedades
| Año  | TÍtulo                                      | Canal       | Notas     |
| ---- | ------------------------------------------- | ----------- | --------- |
| 1998 | TV Loaded with Love                         | KBS1        | Host      |
| 2008 | Kim Ji-young and Nam Sung-jin's Joa Joa     | SBS Love FM | DJ        |
| 2011 | Escape Obesity Project for Kids             | Story On    | Host      |
| 2012 | Food Talk Plus                              | Olive TV    | Host      |
| 2012 | Hometown Theater                            | KBS1        | Narración |
| 2015 | Real Men: Female Soldier Special - Season 2 | MBC         | miembro   |

### Teatro
| Año  | Título                       | Rol |
| ---- | ---------------------------- | --- |
| 2007 | Mong-yeon: Un Amor en Sueños |     |
| 2007 | Adiós dulce                  |     |

## Premios y nominaciones
| Año  | Premio                                             | Categoría                                              | Trabajo nominado        | Resultado |
| ---- | -------------------------------------------------- | ------------------------------------------------------ | ----------------------- | --------- |
| 1997 | MBC Drama Awards                                   | mejor Actriz Nueva                                     | Tú y yo                 | Ganadora  |
| 1998 | 34th Baeksang Arts Awards                          | mejor Actriz Nueva (televisión)                        | Tú y yo                 | Ganadora  |
| 2006 | SBS Drama Awards                                   | Premio de excelencia, Actriz de drama                  | My Lovely Fool          | Ganadora  |
| 2008 | 16th Chunsa Film Art Awards                        | mejor Actriz de reparto                                | Para siempre el Momento | Ganadora  |
| 2008 | 17th Buil Film Awards                              | mejor Actriz de reparto                                | Para siempre el Momento | Nominada  |
| 2008 | 9th Busan Film Critics Awards                      | mejor Actriz de reparto                                | Para siempre el Momento | Ganadora  |
| 2008 | 45th Grand Bell Awards                             | mejor Actriz de reparto                                | Para siempre el Momento | Nominada  |
| 2008 | 29th Blue Dragon Film Awards45th Grand Bell Awards | mejor Actriz de reparto                                | Para siempre el Momento | Ganadora  |
| 2008 | 7th Korean Film Awards                             | mejor Actriz de reparto                                | Para siempre el Momento | Ganadora  |
| 2009 | 3rd Asian Film Awards                              | mejor Actriz de reparto                                | Para siempre el Momento | Nominada  |
| 2009 | SBS Drama Awards                                   | Premio de excelencia, Actriz de drama                  | Dos Mujeres             | Nominada  |
| 2010 | KBS Drama Awards                                   | Premio de Excelencia superior, Actriz                  | Marry Me, Please        | Nominada  |
| 2010 | KBS Drama Awards                                   | Premio de excelencia, Actriz de drama                  | Marry Me, Please        | Ganadora  |
| 2010 | KBS Drama Awards                                   | Mejor Pareja (junto a Lee Jong-hyuk)                   | Marry Me, Please        | Nominados |
| 2014 | 3rd APAN Star Awards                               | Premio de excelencia, Actriz de drama                  | Todo el mundo, Kimchi!  | Nominada  |
| 2014 | MBC Drama Awards                                   | Premio de excelencia, Actriz de drama                  | Todo el mundo, Kimchi!  | Ganadora  |
| 2016 | SBS Drama Awards                                   | Premio de excelencia, Actriz de drama                  | El Amor está Viniendo   | Ganadora  |
| 2020 | 28th SBS Drama Award                               | Excellence Award, Actress in a Miniseries Action Drama | Good Casting            | Nominada  |